# Мацца, Мария
Мария Мацца (итал. Maria Mazza, родилась 23 июня 1975 в Вихокене, штат Нью-Джерси, США) — итальянская актриса, телеведущая и фотомодель.

## Биография

### Карьера
Родилась в США в семье выходцев из Неаполя. В возрасте 5 лет с семьёй переехала в город Сомма-Везувиана, юность провела в коммуне Сант-Анастазия.
С трёх лет Мария играла на фортепиано, в шесть лет начала танцевать. В 1996 году участвовала в конкурсе Мисс Италия, где заняла 3-е место и получила титул Мисс Элегантность. Некоторое время работала моделью в Милане, а затем изучала актёрское мастерство у Антонио Санна. В 1997 году появилась на телеканале Rai 2 в программе Scirocco, со следующего года выступала в качестве танцовщицы в воскресной передаче Domenica In. Актёрский дебют состоялся на телеканале Canale 5 в мини-сериале Карло Ванцина «50-е годы» (итал. Anni '50) в 1998 году, тогда же она появляется в качестве приглашённого гостя в футбольном шоу Quelli che il calcio.
В 2001 году состоялся дебют Марии в большом кинематографе в фильме Пино Аммендола и Николы Пистойя «Заколдованный луной». Тогда же она начинает играть в театре Фабио Канино в пьесе Fiesta. В 2002 году она снимается в фильме Валерио Андреи «Совершенная любовь», а через год вместе с Карло Конти начинает вести передачу I raccomandati. Некоторое время она вела в Англии на британском 4 канале передачу о моде и сплетнях Too fashion.
В 2006 году снялась в фильме Франческо Раньери Мартинотти «Ухожу от тебя, потому что люблю тебя» вместе с Алессандро Сьяни. В марте того же года с Джанкарло Магалли появляется в 15-м выпуске программы Piazza Grande на Rai 2. В 2009 году в театре сыграла роль в комедии «Non mi dire te l'ho detto» Гильермо Марино, а на канале Comedy Central стала ведущей собственной программы Parla con la Mazza.
С 2012 по 2014 годы Мацца вела программу Avanti un altro! на Canale 5. 21 сентября 2013 принимала участие в празднике Святого Януария в Неаполе вместе с Лилианой Де Кёртис, Клементино, Саль да Винчи и Марио Треви, получив награду за свои достижения в карьере.

### Семья
5 сентября 2005 Мария Мацца вышла замуж за Людовико Льето, с которым развелась спустя три года. Некоторое время встречалась с футболистом Франческо Тотти. С 2013 года встречается с Амедео Куальята. Есть дочь Свева (родилась 26 июня 2014).
Является болельщицей футбольного клуба «Наполи». Часто в футбольной прессе называется «крёстной матерью "Наполи"» (итал. La madrina del Napoli).

## Фильмография

### Театр
- Fiesta (2001)
- Non mi dire te l'ho detto (2009) - Teatro Acacia

### Кино
- Заколдованный луной (Stregati dalla luna, 2001) - Gabriella
- Муза (La musa, cortometraggio, 2002)
- Совершенная любовь (Un amore perfetto, 2002) - Betty
- Ухожу от тебя, потому что люблю тебя (Ti lascio perché ti amo troppo, 2006) - Daniela

### Телевидение
- Anni '50 - Canale 5 (1998)
- Scirocco - Rai 2 (1997)
- Domenica In - Rai 1 (1998-1999/1999-2000) - Ballerina
- Stracult 2 - Rai 2 (2002)
- I raccomandati - Rai 1 (2003)
- Domenica In - Rai 1 (2004-2005)
- Piazza Grande - Rai 2 (2006)
- Parla con la Mazza - Comedy Central (2009)
- Avanti un altro! - Canale 5 (2012-2014)